# Matazō Kayama
Pour les articles homonymes, voir Matazo.
Matazō Kayama (加山 又造, Kayama Matazō) est un peintre japonais du XXe siècle, né le 24 septembre 1927 à Kamigyō-ku (Kyoto) et mort le 6 avril 2004 à Tokyo.

## Biographie
Matazō Kayama est un peintre utilisant une technique mixte. En 1949, il sort diplômé de l'École des beaux-arts de Tokyo, département peinture. Vers 1960 il voyage, expose et fait des conférences à l'étranger. Depuis 1950, il participe aux expositions de l'Association des Jeunes Artistes (Shinseisaku gakai), dont il reçoit le prix quatre fois. À partir de 1958, il participe aux expositions internationales d'artistes japonais modernes. En 1967, il participe aussi à l'Exposition Chefs-d'œuvre de la Peinture Japonaise moderne au musée de l'Ermitage de Saint-Pétersbourg et au musée Pouchkine de Moscou. En 1957, il est lauréat du prix des Jeunes Peintres du journal Asahi. En 1973 il est lauréat du prix de l'Art Japonais et en 1980 il reçoit le prix du Ministère de la Culture. Il devient professeur à l'Université des arts de Tokyo en 1988.

## Technique mixte
Ses œuvres ont l'aspect d'un montage de peinture et de photo. À partir de 1950 il incorpore de discrets éléments du cubisme, du futurisme italien dans des séries consacrées aux oiseaux et autres animaux. En 1964 il conçoit une céramique murale pour le temple Taiseki-ji de Fujinomiya. Il conçoit également une pagode de pierre pour le temple Jindai-ji en 1974, hommage à son ami Yokoyama Misao (1920) décédé. À la fin des années 1970, plusieurs organismes d'État lui commandent des décorations murales, dont l'Ambassade du Japon aux États-Unis.

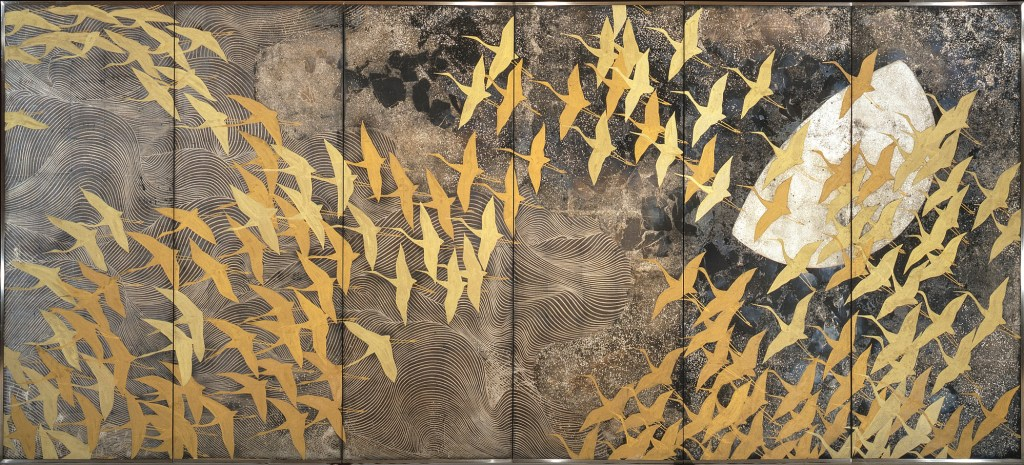
Peinture sur soie au Musée national d'Art moderne de Tokyo